# Effingham County (Illinois)
Effingham County is een county in de Amerikaanse staat Illinois.
De county heeft een landoppervlakte van 1.240 km² en telt 34.264 inwoners (volkstelling 2000). De hoofdplaats is Effingham.

## Bevolkingsontwikkeling

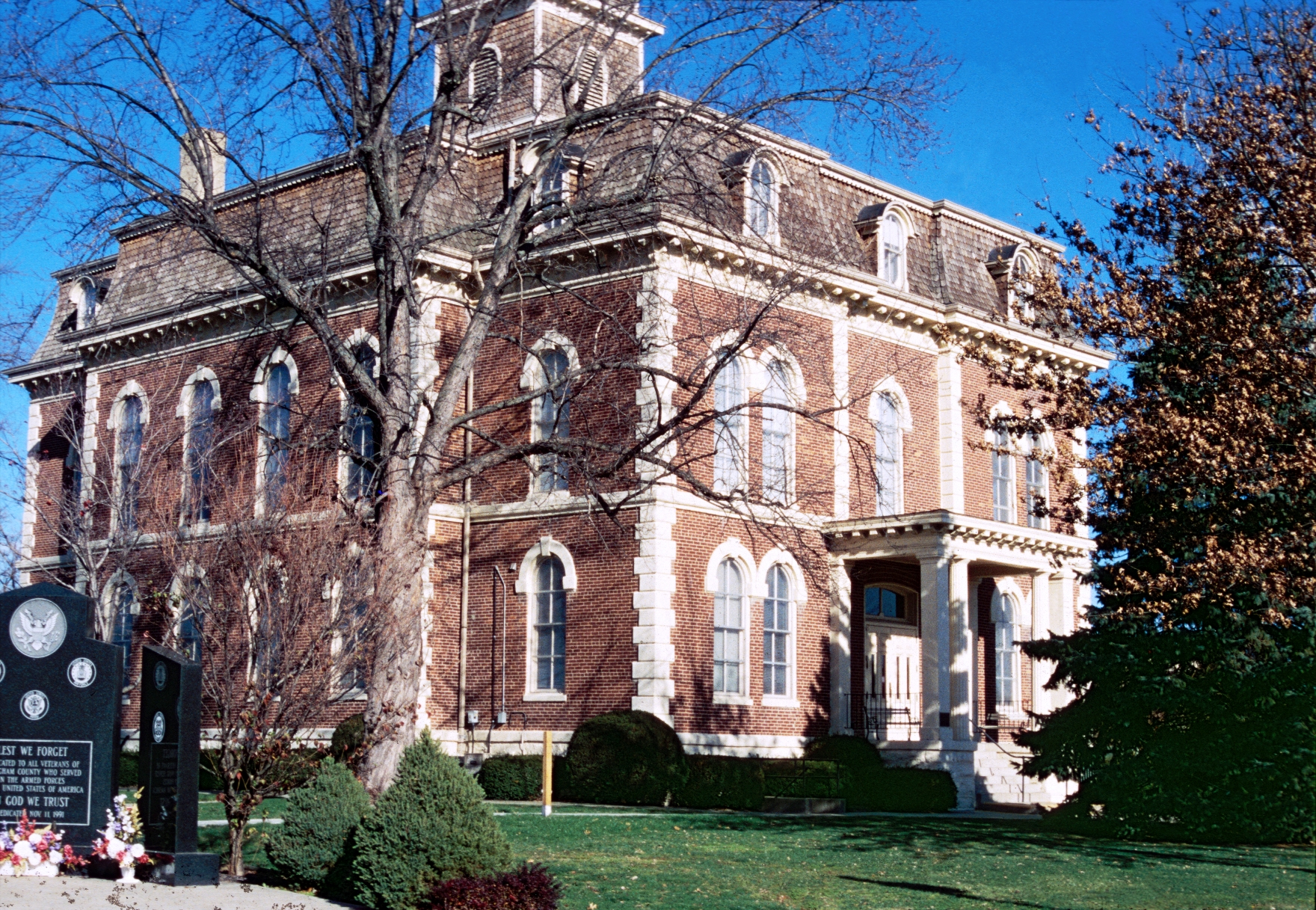
Effingham County Courthouse